# Swirsk
Swirsk (russisch Свирск) ist eine Stadt in der Oblast Irkutsk (Russland) mit 13.650 Einwohnern (Stand 14. Oktober 2010).

## Geographie
Die Stadt liegt in der Ebene nördlich des Ostsajan, etwa 150 km nordwestlich der Oblasthauptstadt Irkutsk am linken Ufer der Angara.
Die Stadt Swirsk bildet einen eigenständigen Stadtkreis.
Swirsk ist durch eine Zweigstrecke (nur Güterverkehr) mit der 20 km entfernten Stadt und Station Tscheremchowo an der Transsibirischen Eisenbahn verbunden.

### Klima
Das Klima ist hochkontinental. Die mittlere Julitemperatur beträgt +24 °C (absolutes Maximum +35,4 °C), die mittlere Januartemperatur −19,4 °C (absolutes Minimum −43,8 °C), die mittlere Jahresniederschlagsmenge 377 mm.

## Geschichte
Seit der ersten Hälfte des 18. Jahrhunderts gab es an Stelle der heutigen Stadt die Siedlung Swirskaja.
In den 1930er Jahren wurden hier ein Akkumulatorenwerk sowie ein Flusshafen an der Angara zum Holz- und Kohleumschlag für das nahe gelegene Bergbaugebiet um Tscheremchowo errichtet und der Ort erhielt den Status einer Siedlung städtischen Typs.
Im Zweiten Weltkrieg wurde ein weiteres Akkumulatorenwerk aus Leningrad nach Swirsk verlagert. Der Ort wuchs weiter und erhielt schließlich am 16. November 1949 Stadtrecht unter dem heutigen Namen.

### Bevölkerungsentwicklung
| Jahr | Einwohner |
| ---- | --------- |
| 1959 | 21.186    |
| 1970 | 20.477    |
| 1979 | 21.793    |
| 1989 | 19.214    |
| 2002 | 15.500    |
| 2010 | 13.650    |

Anmerkung: Volkszählungsdaten

## Wirtschaft
In Swirsk gibt es Werke für Kraftfahrzeugspezialausrüstungen (Awtospezoborudowanije) und Akkumulatoren (Wostsibelement).